# 연합국
연합국(聯合國, 영어: Allies, 문화어: 련합국)은 주의·사상이나 목적을 같이하여 행동통일을 취하기로 연합한 국가들을 일컫지만 고유명사로 쓰일 때는 대개 제1차 세계 대전의 동맹국(독일 제국·오스트리아-헝가리·오스만 제국·불가리아 왕국), 제2차 세계 대전의 추축국(나치 독일·이탈리아 왕국·일본 제국·헝가리 왕국·루마니아 왕국·불가리아 왕국)에 맞서 싸운 국가 연합을 말한다.

## 제1차 세계 대전

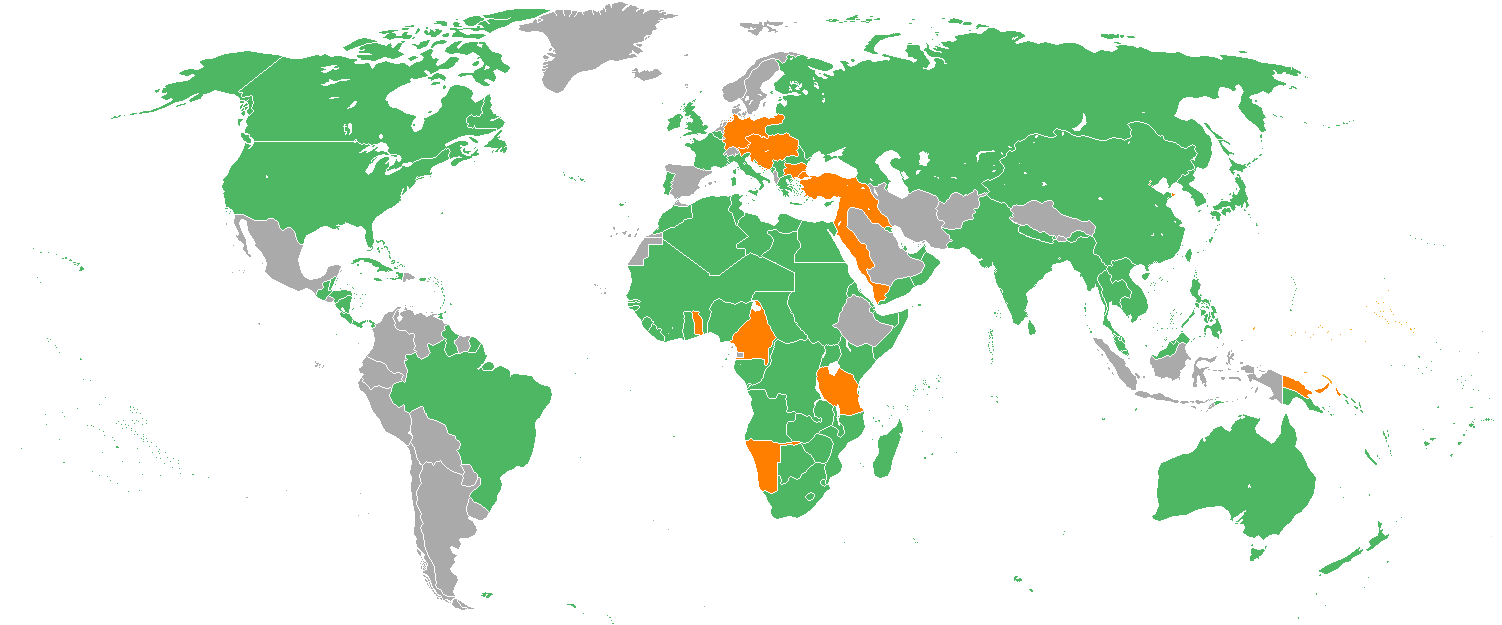
제1차 세계 대전 참전국 : 연합국은 초록색, 동맹국은 주황색, 중립국은 회색이다.

전쟁 전, 삼국 동맹을 맺은 독일·오스트리아·이탈리아에 대항하여, 삼국 협상을 맺은 러시아·영국·프랑스가 연합국의 중심이다. 미국은 완전한 연합국으로 참전하지 않았다. 독일 제국(1917년 4월 6일부터)과 오스트리아(1917년 12월 6일부터)와만 전쟁을 벌였을 뿐, 오스만 제국에 대해서는 선전 포고를 하지 않았다. 왜냐하면 오스만 제국이 교역 단절을 시도했기 때문이다.
1914년, 제1차 세계 대전이 발발하면서 일본도 영국으로부터 참전 요청을 받아 연합국에 참가한다. 이탈리아는 프랑스 전선이 교착되고 독일군의 공세가 불리하게 진행하자 1915년 4월 런던 비밀 조약에 참가하여 단독 강화를 포기하고 연합국 측에 가담하였다. 한편, 러시아는 혁명으로 정권이 교체되면서 1918년에는 단독으로 독일과 강화를 맺어 전선에서 이탈했다. 노르웨이는 중립국이기 때문에 참전하지는 않았지만, 세계 대전 초기의 미국과 마찬가지로 친(親)연합국적 정책을 취했기 때문에 ‘중립의 연합국’이라고 불렸다.

### 주요 연합국
- 대영 제국 (오스트레일리아·영국령 인도 제국·캐나다를 포함)
- 러시아 제국 (1917년 11월까지)
- 프랑스 제3공화국
- 이탈리아 왕국 (1915년 5월 23일 참전)
- 미국 (1917년 4월 6일 참전)

### 기타 연합국
- 몬테네그로 왕국
- 벨기에
- 세르비아 왕국
- 일본 제국
- 루마니아 왕국 (1916년 참전)
- 포르투갈 (1916년 8월 ~ 1918년 5월)
- 그리스 왕국 (1917년 참전)
- 중화민국 (1917년 참전)

## 제2차 세계 대전

제2차 세계 대전 참전국 : 연합국은 녹색 계열, 추축국은 붉은색 계열과 노란색, 소련 진영은 연보라색과 파란색, 중립국은 회색이다.

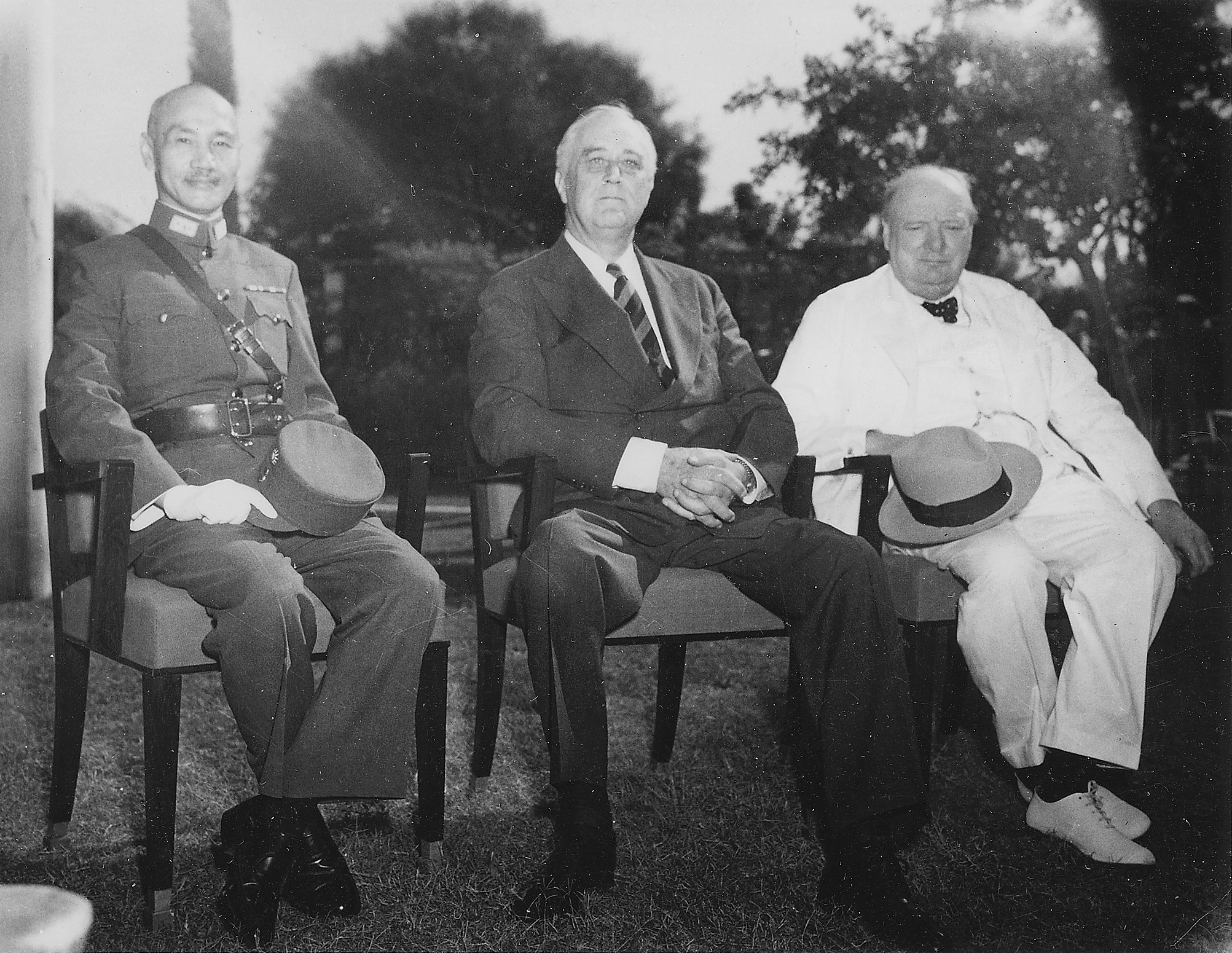
카이로 회담의 장제스, 루즈벨트, 처칠(1943년)

1939년 9월 1일, 독일이 폴란드를 침공하면서 제2차 세계 대전이 시작되었다. 폴란드와 동맹국인 프랑스와 영국 그리고 영국 연방의 여러 나라가 차례로 연합국으로 참전하였다. 현재의 유엔은 이 연합국을 중심으로 만들어졌으며 특히 그중에서도 주요 연합국인 아메리카 합중국(미국), 그레이트 브리튼 북아일랜드 연합 왕국(영국), 소비에트 사회주의 공화국 연방(소련), 중화민국(자유중국) 및 프랑스 공화국(프랑스)은 유엔 헌장에 따라 안전 보장 이사회의 상임 이사국의 지위가 주어져 거부권 등의 특권을 행사할 수 있게 되었다.

### 주요 연합국
- 미국 ( 필리핀을 포함)
- 영국 ( 인도를 포함)
- 소련
- 중화민국
- 자유 프랑스 ( 레바논을 포함)

5개 주요 연합국은 전후 국제 연맹을 계승한 유엔에서 안전보장이사회 상임 이사국에 선출되었다.

### 기타 연합국
- 남아프리카 연방‏‎ (1939년 참전)
- 네팔 (1939년 참전)
- 뉴질랜드 (1939년 참전)
- 오스트레일리아 (1939년 참전)
- 폴란드 (1939년 참전)
- 캐나다 (1939년 참전)
- 노르웨이 (1940년 참전)
- 덴마크 (1940년 참전)
- 과테말라 (1941년 참전)
- 그리스 왕국 (1941년 참전)
- 니카라과 (1941년 참전)
- 네덜란드 (1940년 참전)
- 벨기에 (1940년 참전))
- 룩셈부르크 (1940년 참전)
- 아이티 (1941년 참전)
- 엘살바도르 (1941년 참전)
- 온두라스 (1941년 참전)
- 유고슬라비아 왕국 (1941년 참전)
- 체코슬로바키아 (1941년 참전)
- 코스타리카 (1941년 참전)
- 쿠바 (1941년 참전)
- 파나마 (1941년 참전)
- 몽골 인민공화국 (1941년 참전)
- 타누 인민공화국
- 이란 (1942년, 소련과 영국의 협공으로 인해 추축국에서 연합국으로 전환)
- 에티오피아 (1942년 참전)
- 이라크 (1943년, 영국의 공격으로 추축국에서 연합국으로 전환)
- 브라질 (1943년 참전)
- 아르헨티나 (1943년 참전)
- 볼리비아 (1943년 참전)
- 콜롬비아 (1943년 참전)
- 멕시코 (1942년 참전)
- 이탈리아 왕국 (1943년 베니토 무솔리니 체포 이후 추축국에서 연합국으로 전환)
- 핀란드 (1944년 추축국의 협력국에서 연합국으로 전환)
- 루마니아 왕국 (1944년 추축국에서 연합국으로 전환)
- 불가리아 왕국 (1944년 추축국에서 연합국으로 전환)
- 라이베리아 (1944년 참전)
- 페루 (1944년 참전)
- 튀르키예 (1945년 참전)
- 사우디아라비아 (1945년 참전)
- 칠레 (1945년 참전)
- 레바논 (1945년 참전)
- 베네수엘라 (1945년 참전)
- 파라과이 (1945년 참전)
- 에콰도르 (1945년 참전)

### 연합국에 협조한 나라들
- 포르투갈 (아조레스 제도에 영국군 기지 건설을 묵인하였으며 연합군 참전을 제의하였으나 영국이 사양함. 한편 일본군에 점령당한 티모르, 마카오 식민지의 주민과 포르투갈인이 연합군 측 저항 세력에 다수 가담하였음.)
- 아이슬란드 (미국은 영국에 보낼 공급물자의 수송로를 확보하고 전략적인 공군기지로 이용하기 위해 1941년 7월 아이슬란드의 통행권을 획득하였다.)